# Jürg Wenger
Jürg Wenger – szwajcarski skeletonista, złoty medalista mistrzostw świata.

## Kariera
Największy sukces w karierze osiągnął w 1995 roku, kiedy zdobył złoty medal na mistrzostwach świata w Lillehammer. W zawodach tych wyprzedził bezpośrednio Austriaka Christiana Auera oraz Ryana Davenporta z Kanady. Był to jednak jego jedyny medal wywalczony na międzynarodowej imprezie tej rangi. Był też między innymi siódmy podczas mistrzostw świata w Altenbergu w 1994 roku. Nigdy nie wystąpił na igrzyskach olimpijskich.